# Spolek pracovníků v umění a ve vědě Purkyně
Spolek pracovníků v umění a ve vědě Purkyně byl založen roku 1928 a zanikl v roce 1956. Sdružoval umělce a pracovníky kultury různých oblastí, především výtvarného umění, včetně abstraktního.

## Založení Spolku
Spolek vznikl v roce 1928 v pražské kavárně Union. Svým názvem se odvolával na malíře Karla Purkyně i na jeho otce Jana Evangelistu Purkyně a naznačila tak zájem o odlišné obory vědy a umění. 
Mezi zakládající členy pařili malíři Jan Benda, Vilém Plocek a Josef Olexa, filosofové Jan Patočka a Václav Navrátil; k zakladatelům patřili i historik Václav Husa. Počátkem třicátých let se členy Spolku stali abstraktní malíři, soustředění kolem Jiřího Jelínka.

## Členové skupiny
Členy spolku Purkyně byli:
- Václav Bělohlávek, (1870–1967, básník, dramatik, historik, spisovatel)
- Jan Benda, (1897–1967, scénograf, loutkář, malíř, typograf, grafik)
- Jaroslav Charvát, 1912–??, restaurátor užitého umění)
- Zdeněk Dvořák, (1897–1943, medailér, sochař, malíř)
- Josef Boháč Heřmanský, akademický malíř a středoškolský profesor (1983–1953)
- Emanuel Famíra (1900–1970, sochař, malíř, tanečník)
- Antonín Frýdl, (1896–1975, malíř, grafik, básník, kreslíř)
- Václav Husa, (1906–1965, historik, pedagog, profesor katedry československých dějin UK)
- Jiří Jelínek, (1901–1941, ilustrátor, typograf, grafik, malíř)
- Josef Jiří Kamenický, (1910–1981, fotograf, malíř)
- Oldřich Kozák
- Josef Krásenský
- Pavel Krátký
- Svatopluk Máchal, (1895–1947, akademický malíř a středoškolský profesor)
- Václav Navrátil, (1904–1961, estetik, filozof, překladatel, knihovník, pedagog)
- Josef Olexa, (1901–1983, malíř, grafik, pedagog, restaurátor)
- Jan Patočka, (1907–1977, pedagog, estetik, filozof, překladatel)
- Vilém Plocek, (1905–2001, grafik, malíř, typograf, ilustrátor)
- Jaroslav Setikovský
- Karel Svoboda, (1896–1954, muzejní pracovník, historik umění, památkář)

## Výstavy a jiné aktivity (výběr)
- 1930 – Monografie Emanuel Famíra[5]
- 1931 – Výstava výtvarných umění v Lounech (spolek Purkyně byl zastoupen E. Famírou, J. Bendou a J. Olexou)[6]
- 1932 – Výstava v Krasoumné jednotě v Praze[7]
- 1946 – Výstava Dítě v umění výtvarném[8]
- 1949 – Výstava v Městském muzeu v Hradci Králové[9]
- 1949 – Svatopluk Máchal, v Praze, 11.10. - 1. 11. 1949 (posmrtná výstava, vystaveno 54 olejů)
- 1950 – Výstava k padesátinám Emanuela Famíry
- 1965 – Výstava v Okresní galerii Jičín
- 1993 – Jan Benda, Výstava v Galerii moderního umění v Roudnici nad Labem

Výstavní síň spolku Purkyně sídlila v Praze Na Příkopech 16; v letech 1948-1951 zde Spolek pořádal své výstavy.

## Čtvrtletní periodikum Kvart
První ročník čtvrtletníku Kvart vycházel jako sborník umění, poesie a vědy v letech 1930/1931. Vůdčí osobností byl architekt, básník a teoretik Vít Obrtel. Druhý ročník vyšel až po přestávce, v roce 1933.
Od roku 1933 byl Kvart přiřazen ke Spolku Purkyně. Čtvrtletník se věnoval tématům jako surrealismus, architektonický funkcionalismus nebo abstraktní umění společně s výběrem kvalitní poezie a literatury. Po německé okupaci, během které nevycházel, bylo jeho vydávání obnoveno v roce 1945. Podle názorů redakce byl socialistický realismus v umění umění krokem zpět. Logicky roku 1949 musel ukončit svou činnost.

## Zánik Spolku
Po roce 1945 je v tisku používán název Spolek výtvarníků Purkyně, případně Sdružení výtvarníků Purkyně. Spolek zaniknul v roce 1956, v souvislosti se sjednocováním uměleckých spolků do poúnorového  Ústředního svazu československých výtvarných umělců (1948 – 1956).